# Emmelsbüll-Horsbüll
Emmelsbüll-Horsbüll (danska: Embsbøl-Horsbøl, nordfrisiska:  Ämesbel-Hoorbel) är en kommun i Kreis Nordfriesland i förbundslandet Schleswig-Holstein i Tyskland. Kommunen bildades 1 februari 1974 genom en sammanslagning av de tidigare kommunerna Emmelsbüll och Horsbüll.
Kommunen ingår i kommunalförbundet Amt Südtondern tillsammans med ytterligare 29 kommuner.